# Pelargoderus luzonicus
Pelargoderus luzonicus är en skalbaggsart som först beskrevs av Stefan von Breuning 1935.  Pelargoderus luzonicus ingår i släktet Pelargoderus och familjen långhorningar.
Artens utbredningsområde är Filippinerna. Inga underarter finns listade i Catalogue of Life.